# Epiclerus keralensis
Epiclerus keralensis är en stekelart som beskrevs av T.C. Narendran 2005. Epiclerus keralensis ingår i släktet Epiclerus och familjen raggsteklar. Inga underarter finns listade i Catalogue of Life.